# Les Caprices d'un fleuve
Pour plus de détails, voir Fiche technique et Distribution.
Les Caprices d'un fleuve est un film français réalisé par Bernard Giraudeau en 1996, dont l'action se déroule au Sénégal à l'époque de la Révolution française. Les thèmes abordés par ce film sont ceux du droit à la différence, de l'égalité des hommes selon la conception des Lumières, et de la tolérance.

## Synopsis
Nous sommes en 1787 ; parce qu'il a tué en duel un ami du roi Louis XVI, Jean-François de La Plaine est exilé à Cap Saint-Louis, un minuscule comptoir africain dont il est nommé gouverneur. Plutôt libre-penseur, il se résigne à son sort, essayant d'adoucir sa solitude au moyen de son épinette (instrument de musique de la famille des clavecins). Très loin, en France, éclate la Révolution, tandis qu'il découvre les multiples facettes de l'Afrique et de l'esclavage, l'amour de la jeune Amélie (une jeune esclave peule qui lui a été offerte) et la richesse de la différence.

## Fiche technique
- Titre original : Les Caprices d'un fleuve
- Réalisation : Bernard Giraudeau, assisté de Patrick Meunier
- Scénario et dialogues : Bernard Giraudeau, librement inspiré du Journal du Chevalier de Boufflers et des travaux de Jean-Louis Leconte, Jean-Louis Bertuccelli et Chantal Villepontoux-Chastel
- Production : Jean-François Lepetit
- Société de production : Canal+, Flach Film, Les Films de la Saga
- Musique : René-Marc Bini
- Photographie : Jean-Marie Dreujou
- Montage : Anick Baly, Dominique Boissau
- Décors : Alain Pitrel
- Costumes : Marylin Fitoussi, Delphine Provent
- Pays :  France
- Genre : Drame, historique, aventure et romance
- Durée : 111 minutes
- Format : couleur
- Date de sortie :1996 
  -  France et  Belgique : 3 avril 1996

## Distribution
- Bernard Giraudeau : Jean-François de La Plaine
- Richard Bohringer : Blanet
- Thierry Frémont : Pierre Combaud
- Roland Blanche : Monsieur Denis
- Raoul Billerey : Abbé Fleuriau
- Aissatou Sow : Amélie
- Aïssata Gaye : Amélie (12 ans)
- France Zobda : Anne Brisseau
- Olivier Achard : Monsieur de Kermadec
- Vincent de Boüard : Chevalier de Marcera
- Frédéric Lorber : le chirurgien major
- Christian Rauth : le Capitaine français
- Smaïl Mekki : le maître des langues
- Moussa Touré : Hannibal
- Anna Galiena : Louise de Saint-Agnan
- Pierre Arditi : Henri de Breuil
- Jean-Claude Brialy : Monsieur de Saint-Chamont
- Marie Dubois : la vieille duchesse
- Lambert Wilson : Monsieur de la Malène
- Victoire Theismann : Madame de la Malène
- Brigitte Roüan : Esther
- Isabel Otero : Emma
- Sara Giraudeau : la petite demoiselle
- Ludivine Pras : la demoiselle
- Denis Laustriat : la voix du fils
- Sophie Artur : Éléonore
- Jean-Claude Jay : Iphicrate
- Philippe Laudenbach : Nicolas de Saint-James
- Madeleine Marie : la vieille dame
- Pierre Benzakein : le témoin
- Laurent Arnal : le commandant français
- Aminata Diakhate : Zoé
- El Hadj Dieng : Ali Bonko
- Mansour Diouf : Job
- Aïssatou Fam : Naïma (petite)
- Fama Fam : Naïma (enfant)
- José Fernandes : le capitaine portugais
- Thierno Ndiaye Doss : Makouta
- Ibrahima N'Diaye : le guerrier mandingue
- Assane Sagna : Siméon
- Samba Wane : le chef des Guerriers de la Pluie

## Musique
René-Marc Bini

## Distinctions
1995 : prix Aide à la Création de la Fondation Gan pour le Cinéma